# Museo di antichità di Basilea e collezione Ludwig
Fondato nel 1961, il Museo delle antichità di Basilea con la Collezione Ludwig (in tedesco: Antikenmuseum Basel und Sammlung Ludwig) è uno dei numerosi musei della città svizzera ed è esclusivamente dedicato all'arte antica dal IV millennio a.C. al VII secolo d.C. Nel museo, unico nel suo genere in tutta la Svizzera, sono esposte opere d'arte provenienti dal bacino del Mediterraneo, in prevalenza del periodo tra il 1000 a.C. e il 300 d.C. Elementi di spicco sono la collezione di vasi e sculture greche nonché la sezione dedicata all'antico Egitto. Altri pezzi in esposizione provengono dal Medio Oriente e da Cipro.